# Herr Fuchs und Frau Elster

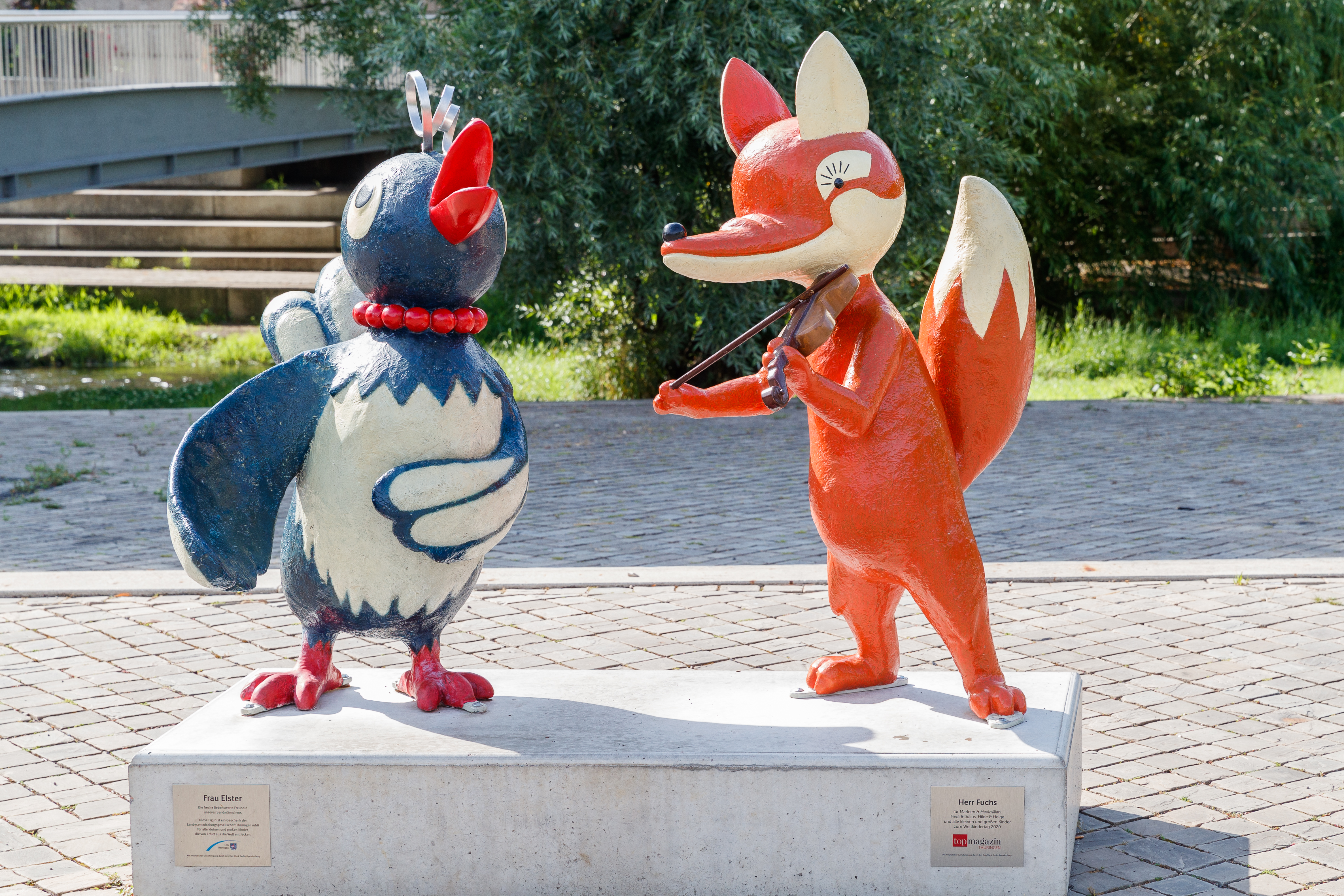
Die Figuren auf dem Erfurter Theaterplatz

Herr Fuchs und Frau Elster waren zwei Figuren im Kinderprogramm des Deutschen Fernsehfunks, deren Folgen regelmäßig im Sandmännchen im Fernsehen auf MDR, RBB und KiKA wiederholt werden.

## Inhalte
Markenzeichen der Serie sind die fortwährenden, an ein Ehepaar erinnernden Kabbeleien zwischen den beiden Figuren, die sich jedoch stets siezten, nicht zusammenwohnten und nach einem Zank schnell wieder vertrugen. Herr Fuchs lebte stets in seinem Bau mit einer bei jeder Bewegung knarzenden Tür und „Elsterchen“ in ihrem Nest. Anders als die lieben und netten Bewohner des Märchenlandes wirkten die beiden Streithähne etwas anarchistischer, womit sich ihre Beliebtheit bei den Kindern wohl erklären lässt. Legendär wurden manche Redewendungen und Ausrufe des Fuchses wie „Hassassassassassass“, „Kreuzspinne und Kreuzschnabel“, „Kuckucksei und Wiedehopf“ oder, das Wesen von Frau Elster kommentierend: „Diese Person!“. Ferner intoniert er gelegentlich das Lied „Der Fuchs geht durch den Wald“, das der Melodie des Liedes Das Lied von der Post folgt. Oft wandelte er es jedoch auch passend zu seiner momentanen Tätigkeit ab, beispielsweise: Herr Fuchs wachst seine Ski oder: Herr Fuchs hat heut' was vor.

## Entstehung
Die Erstausstrahlung war am 9. März 1961. Entwickelt wurden die Konzeption und die Handpuppen von Hans Schroeder. Ursprünglich waren beide bei ihrer Einführung in die Welt des Märchenwaldes Ende der 1950er Jahre nur als Randfiguren gedacht. Auch ihr Aussehen und ihr Gebaren waren anders, als es den meisten Menschen heute in Erinnerung ist. Vor allem bei Frau Elster gab es eine große äußerliche Entwicklung. Zunächst hatte sie Ähnlichkeit mit einer struppigen Krähe. In einer zweiten Phase war sie ein spatzenähnliches Wesen. Erst in der dritten Puppenversion fand man das endgültige Aussehen. Beide Figuren hatten in der Anfangszeit einen hinterlistigen, ja geradezu kriminellen Charakter. Mit der Zeit wurden sie immer freundlicher und damit auch immer beliebter, bis sie neben Pittiplatsch und Schnatterinchen zu den Stars des Abendgrußes der Sendung Unser Sandmännchen wurden.
Die rund 1350 Folgen wurden zwischen 1961 und 1991 gedreht und werden bis heute wiederholt. Die Sandmännchen-Folgen waren unpolitisch, hatten aber stets erzieherisch-lehrreichen Charakter. Zu besonderen Anlässen wie Weihnachten, Silvester, Ostern oder Kindertag erschienen auch Sondersendungen mit Fuchs und Elster.
Neben den Filmen gab es auch mehrere Bücher (u. a. Im Märchenwald ist heut Konzert), Hörspiele und Diaserien mit und über Fuchs, Elster und die anderen Märchenwald-Bewohner.

## Weitere Figuren
Andere Figuren des Märchenwaldes waren:
- die beiden Freunde Mauz und Hoppel (anfangs nur als Kater und Häschen bezeichnet)
- Frau Igel und ihr Sohn Borstel
- der weise Onkel Uhu
- Meister Schwarzrock, der Rabe
- Putzi, das Eichhörnchen
- Hugo, der Dachs
- Weißohr, der Neffe von Herrn Fuchs
- Rotpelz, Onkel von Herrn Fuchs
- Herr Bibermann
- Meister Seidenpelz
- Buddelflink, der Maulwurf
- Gertrud, die Maus
- Pieps & Schnuffel; Detektei

Daneben wurden gelegentlich auch andere Tiere in die Folgen eingebaut. So hatte z. B. Frau Elster Mitte der 1980er Jahre in mehreren Sandmännchen-Folgen einen Pinguin als Brieffreundin, die zusammen mit einer Robbe den Märchenwald besucht hat.
Zusätzlich zum Märchenwald gibt es auch das sogenannte Märchenland. Hier wohnen Pittiplatsch, Schnatterinchen, der Bär Bummi (ihn ablösend später der Bär Mischka), der Hund Moppi (ab April 1976), aber auch Meister Nadelöhr und sein Nachfolger Fabian. Meister Briefmarke lieferte die Post. Und im Winter besucht der Schneemann das Märchenland.

## Sprecher und Autoren
Herr Fuchs und Frau Elster wurden anfangs von ihrem Schöpfer Hans Schroeder gespielt und gesprochen. Nach dessen Ausscheiden übernahm Heinz Schröder die Rolle von Herrn Fuchs, Heinz Fülfe lieh Frau Elster seine Stimme.
Regie führte bei den Filmen Erich Hammer, der auch Meister Schwarzrock spielte und sprach. Autoren waren unter anderem Ingeburg Fülfe (die auch Mauz führte und sprach), Barbara Augustin-Gorn (Hoppel), Ursula Sturm, Gerdamarie Preuße, Marianne Feix, Jörn Kalkbrenner und Walter Krumbach, der auch den Text zum Titellied des Abendgrußes geschrieben hatte.